# NGC 588
NGC 588 é uma nuvem estelar na galáxia do Triângulo, na direção da constelação de mesmo nome. Possui uma declinação de +30° 38' 56" e uma ascensão recta de 1 horas, 32 minutos e 45,7 segundos. Foi descoberta em 2 de Outubro de 1861 por Heinrich Louis d'Arrest.